# 이성득 (야구인)
이성득(李聖得, 1953년 7월 21일 ~ )은 전 KBO 리그 롯데 자이언츠의 내야수이자, 2019년까지 부산광역시의 지역 민영 방송 KNN 부산경남방송의 프로야구 라디오 롯데자이언츠 중계 담당해설 위원이였다. 경북 청도 출신.

## 선수 경력

### 아마야구 시절
경남고등학교와 고려대학교를 거쳐 한일은행, 경리단에서 타격과 수비를 겸비한 내야수로 전성기를 보냈다.
- 1970년 제42회 황금사자기 대회 : 타격왕 (4할2푼1리)
- 1978년 제28회 백호기 대회 : 타율 1위 (5할)

### 프로야구 시절
1982년 프로 출범과 함께 부산 연고의 롯데 자이언츠에 입단한다. 하지만 아마 야구에서 전성기를 보낸 후 프로에서의 적응은 쉽지 않았고, 무릎 부상 악화로 1시즌만 뛰고 은퇴하게 된다.

### 은퇴 후
선수 은퇴 후 1983년부터 5년 간 롯데 자이언츠의 프런트로 전업하였다가 1988년부터 1989년까지 코치로 일했다. 잠시 코치로 일했을 때 당시 투수로 입단한 김응국에게 타자 전향을 권유하여 성공의 길을 열어 주었다. 1990년부터 다시 구단 매니저 겸 기록원으로 현장에서 떠나게 된다. IMF 구제금융 사건으로 구단이 구조조정에 들어가게 되자 스스로 사표를 제출하고 롯데 자이언츠를 완전히 떠났다. 1998년 7월 11일 사직 해태전을 시작으로 현재까지 KNN 라디오 프로 야구 해설위원을 맡고 있으며, 2013년 4월 27일 잠실 LG전을 통해 2,000경기 중계를 돌파했다.
8-8-8-8-5-7-7로 대표되는 롯데 자이언츠의 암흑기 때에는 해설을 하다가 스트레스를 받아 위장병까지 걸릴 정도로 열성적이며, 임수혁이 잠실 경기 도중 부정맥으로 쓰러졌던 사건과 김명성 감독이 2001년 시즌 중 급사하였던 사건이 가슴 아픈 순간이었다고 회고했다.

## 친분
- 허구연은 부산대신초등학교 야구부 감독이었던 이성득의 삼촌의 권유로 야구에 입문하게 되며, 그 후 초·중·고·대학교는 물론 실업 야구, 야구 해설까지 이성득의 선배였다. 당시 MBC ESPN에서 방송 중이었던 허구연은 5회 공·수 교대 시간을 이용하여 이성득의 KNN 부산경남방송의 라디오 프로야구 방송에 출연하기도 하였다.
- 내야수 김용희는 부산 경남중학교, 경남고등학교, 고려대학교까지 이성득의 후배이다. 1982년 롯데 자이언츠 창단 멤버로 다시 같은 팀에 만나 야구를 했다.

## 음반
- 그룹 가요톱텐의 부산갈매기의 록 리메이크 버전에 방송해설 중의 고함 소리가 함께 삽입되었다.[출처 필요]
- 한 네티즌에 의하여 그의 해설 도중 고함소리들이 '이성득옹과 현승훈'이라는 이름으로 기존의 힙합 곡들에 덧입혀져 리메이크 되었다.

## 같이 보기
- 허구연
- 김용희
- 하일성